# Šeststrani trapezoeder
| Šeststrani trapezoeder | Šeststrani trapezoeder                  |
| ---------------------- | --------------------------------------- |
|                        |                                         |
| Vrsta                  | trapezoeder                             |
| Stranske ploskve       | 24 deltoidov                            |
| Robovi                 | 24                                      |
| Oglišča                | 14                                      |
| Dualni polieder        | šeststrana antiprizma                   |
| Simetrijska grupa      | D6d, [2+,12], (2*6), red 24             |
| Vrtilna grupa          | D6, [2,12]+, (66), red 12               |
| Konfiguracija oglišča  | V6.3.3.3                                |
| Lastnosti              | konveksen, tranzitivne stranske ploskve |

Šeststrani trapezoeder (tudi deltaeder) je četrti v neskončni skupini poliedrov z uniformnimi stranskimi ploskvami. To so dualni poliedri antiprizem. Imajo dvanajst stranskih ploskev, ki so skladni deltoidi.   